# Леденец, Ирина
Ирина Леденец (наст. фамилия — Фирулева; Москва) — российская радиоведущая, диджей, продюсер нового музыкального радио Ньютон FM.2009 г.
Шеф-редактор в Дирекции креативных продюсеров студии художественно-развлекательного вещания Телерадиокомпании «Петербург» филиал в г. Москве. Пятый канал. Программа «Будь по-твоему» 2010 г.

## Биография
- Русское Радио — ведущая музыкальных программ (1999—2000)
- Динамит FM — ведущая музыкальных программ, редактор (2000—2003)
- Муз-ТВ — выпускающий продюсер (2003—2004)
- DFM — ведущий музыкальных программ, заместитель программного директора (2004—2008)

Ведущая авторской программы «Рашн Дэнс» на радиостанции DFM.
Ирина выступала в качестве организатора таких проектов, как «Бомба Года» 2001 и 2002 гг. и премии DFM 2004 г., Party Time Движение 2008.
Музыкальный продюсер телесериала «Клуб» на телеканале MTV.
В качестве клубного dj работает c 2000 г.
Ирина — одна из участниц творческого союза двух диджеев «2Show DJ’s», который появился в ноябре 2008 года и успел выпустить дебютный альбом «Двойной mix — 2Show DJ’s present».
Гостевой редактор, шеф-редактор программы «Модный Приговор» Первый Канал. 2009 г.
Шеф-редактор студии развлекательного вещания «Пятый канал», психологическое ток-шоу «Будь по-твоему» 2010 г.
Шеф- редактор ток- шоу "Научите меня жить" с ведущей Юлией Меньшовой 2Б Продакшн
Шеф- редактор проекта " Шопоголики" MTV 2010-2011 Mastiff
Шеф- редактор проекта " 10 поводов влюбиться" МУЗ 2011 Mastiff
Шеф- редактор ток- шоу " Каникулы в Мексике"  с Ксенией Собчак, Таиром Мамедовым, Дмитрием Нагиевым, 2011 год, Mastiff
Шеф- редактор проекта " Топ-модель по-русски" 4 сезон- Mastiff 2012 год.Шеф-редактор программы "Горячая Автомойка" ТК ПЕРЕЦ ,Mastiff 2012 год. Шеф-редактор программы "Вспомнить Всё!" ТВ3 ,Mastiff 2013 год. Шеф-редактор программы " Караоке-киллер" ТК Ю , Mastiff 2013 год. Креативный продюсер реалити-шоу "Остров" НТВ Mastiff 2013 год. Креативный продюсер программы "Домашняя Кухня" ТК Домашний 2Б Продакшн. Креативный продюсер реалити-шоу "Гонщики" Газпромнефть, ТК ПЯТНИЦА, 2БПродакшн.